# Vík í Mýrdal
Vík í Mýrdal ([ˈviːkʰ i ˈmirtal], dt. „Bucht am sumpfigen Tal“) liegt in der isländischen Gemeinde Mýrdalur und ist der südlichste Ort auf dem Festland Islands.
Am 1. Januar 2023 hatte der Ort 645 Einwohner; er ist für die Menschen rund um den Mýrdalsjökull ein wichtiges Dienstleistungs- und Versorgungszentrum.

## Geografie
Vík í Mýrdal liegt südlich des Sees Heiðarvatn an der isländischen Atlantik-Küste. Rund 6 km westlich des Orts befindet sich südlich des Dyrhólaós die vulkanische Halbinsel Dyrhólaey. Durch Vík hindurch fließt der Fluss Víkurá ins Meer, weiter östlich findet sich der Fluss Uxafótarlækur.
Südwestlich des Orts liegt der Berg Reynisfjall, ein guter Beobachtungsort für Ornithologen – dort findet man im Juni und Juli zahlreiche Papageitaucher und Eissturmvögel.

## Geschichte
Im August 1964 und im Sommer 1965 startete die französische Raumfahrtbehörde CNES nahe Vík je zwei französische Höhenforschungsraketen des Typs Dragon 1 von einer mobilen Abschussrampe. Die Raketen erreichten eine Höhe zwischen 420 km und 451 km.

## Kultur und Sehenswürdigkeiten

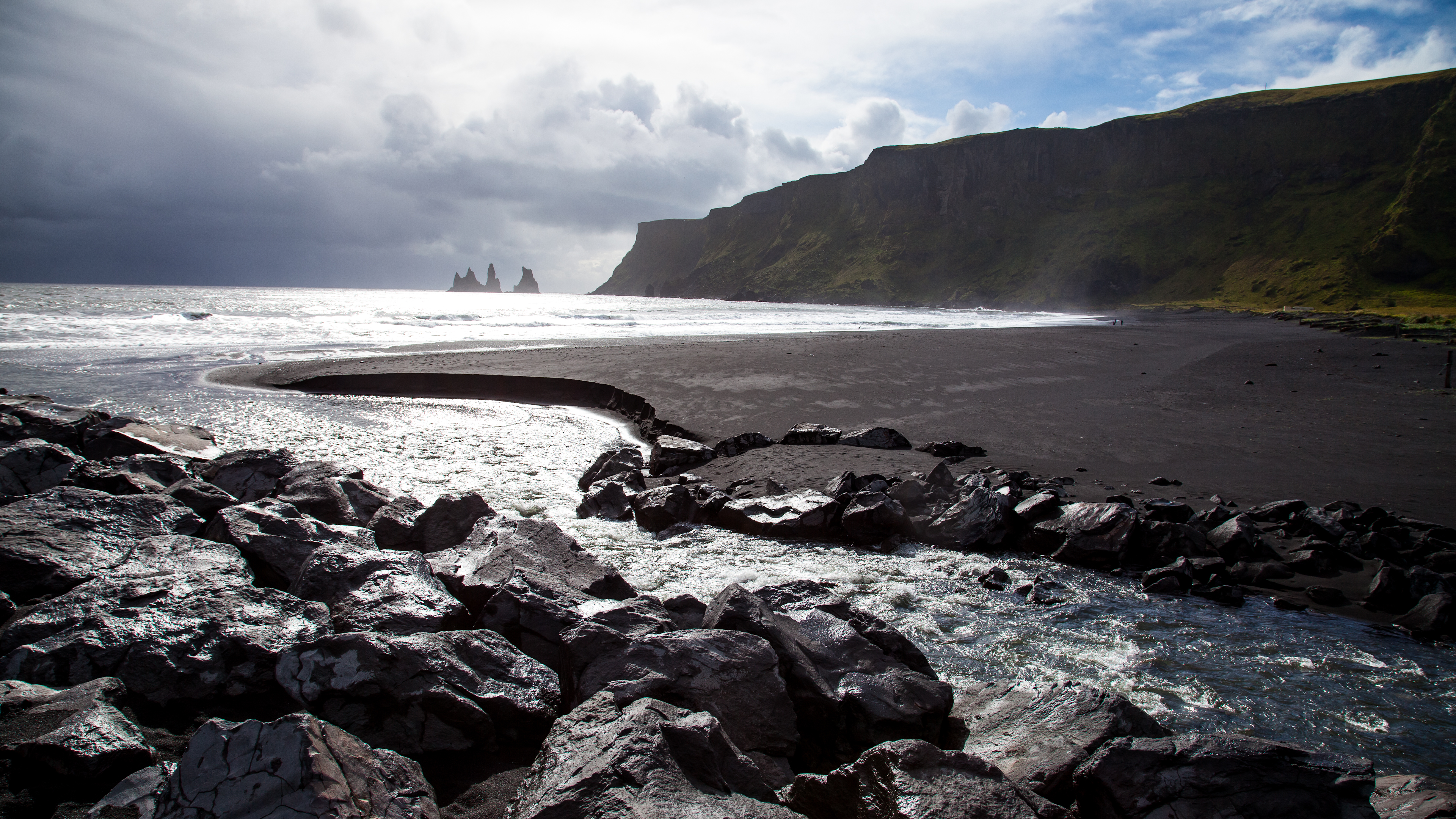
Strand aus schwarzer Lava

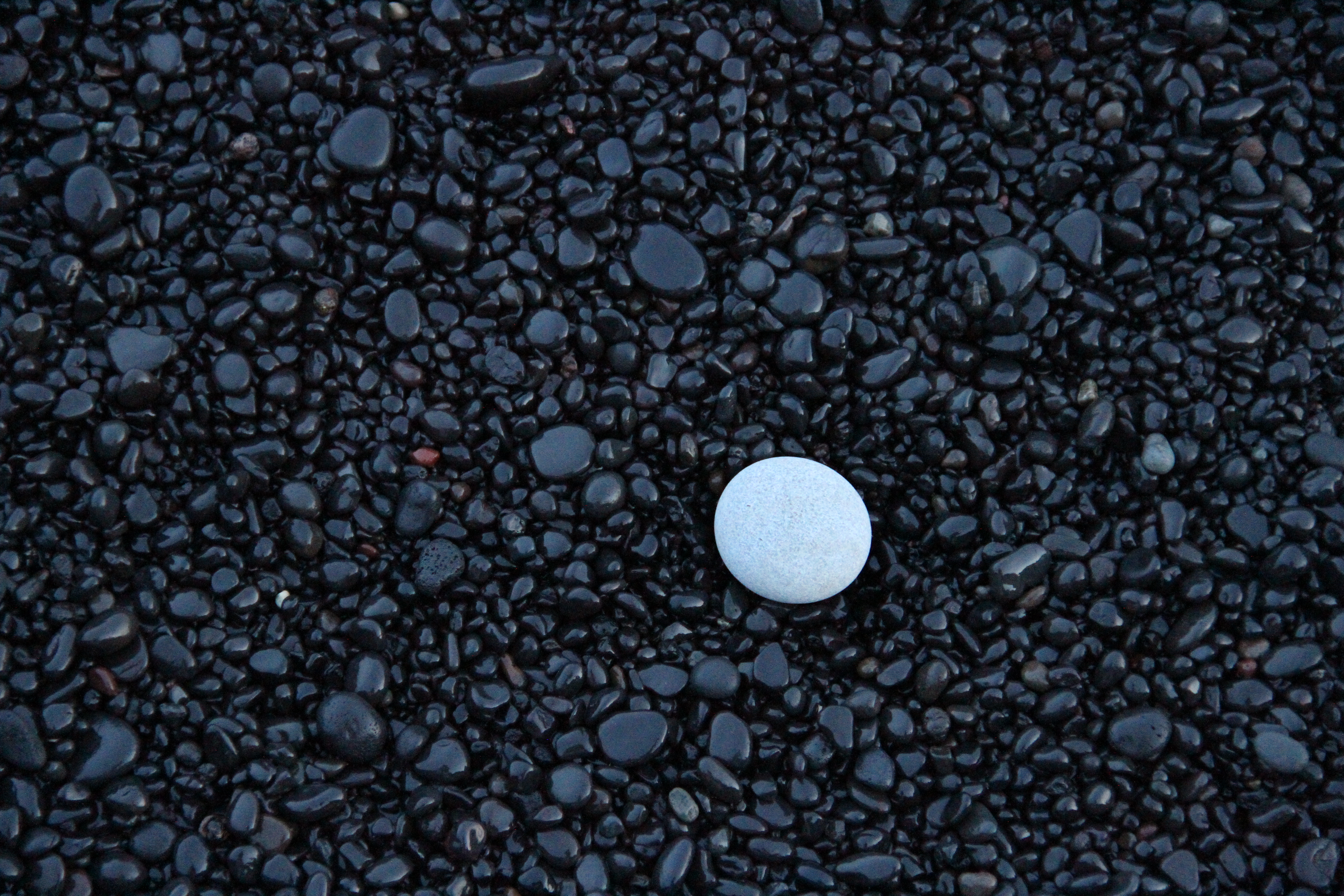
Kontrast zwischen einem weißen Stein und schwarzem Lavagestein

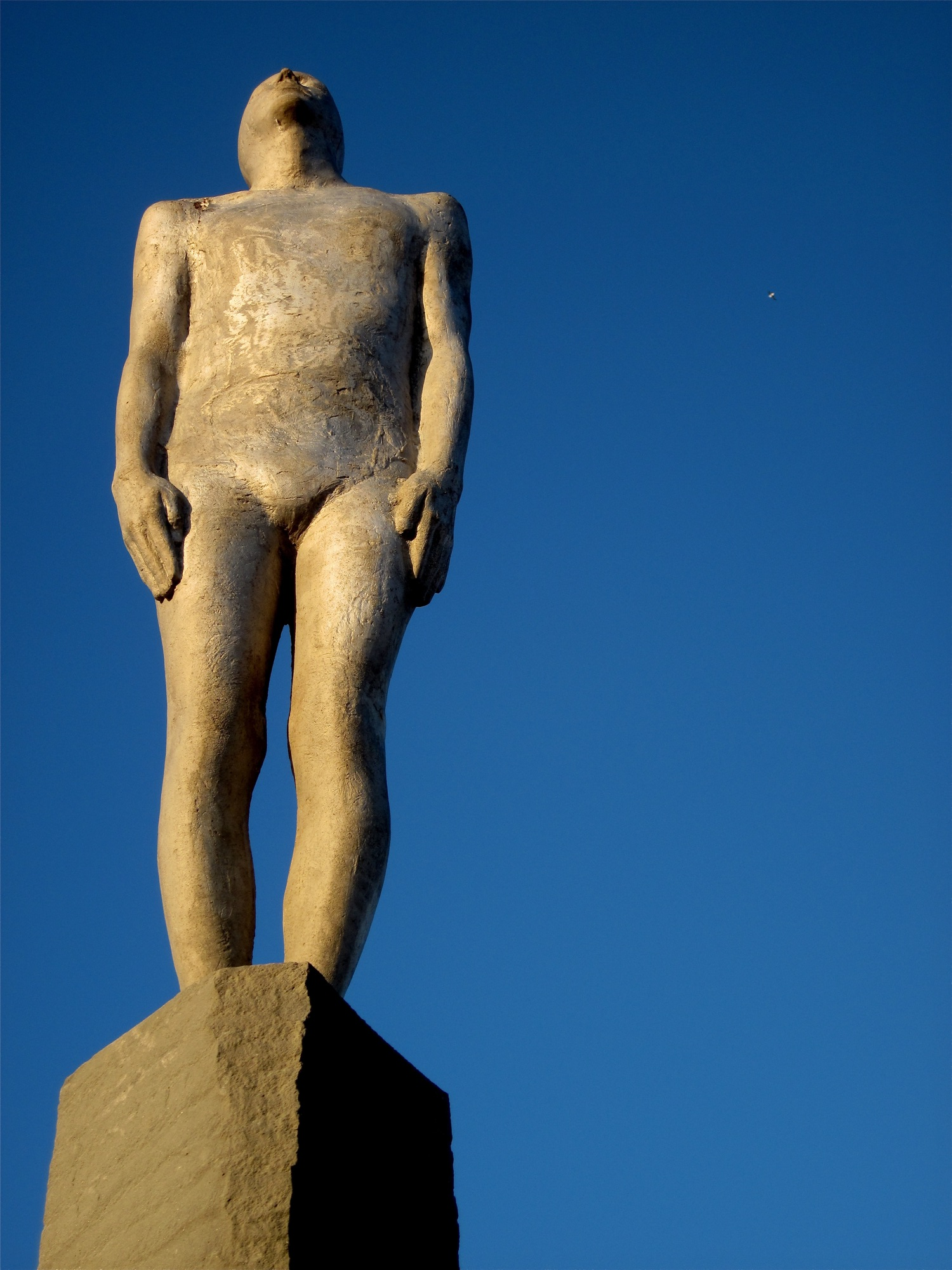
Statue Der Reisende von Steinunn Thorarinsdottir am Strand

- Der Ort hat den berühmten Strand Reynisfjara, der von schwarzer Lava gebildet wird: 1991 wurde er vom Islands Magazine zu einem der zehn schönsten Strände der Welt gewählt. Das Meer davor ist häufig wild und aufgewühlt.
- Vor der Küste befinden sich drei schwarze Felsnadeln (Dykes) aus oktaedrisch erstarrter Basalt-Lava, die Reynisdrangar („Jungenproben“) Skessudrangu, Landdrangur und Langsamur: Eine Legende berichtet, dass Trolle ein Schiff an Land bringen wollten und dabei versteinert worden seien.
- Am Strand befindet sich die Nördliche Statue Der Reisende, geschaffen von der isländischen Bildhauerin Steinunn Thorarinsdottir.[3] Ein identisches zweites Exemplar – die Südliche Statue– befindet sich am Strand der britischen Stadt Kingston upon Hull – die beiden Figuren bilden eine imaginäre Brücke zwischen den beiden Inselstaaten.
- Ebenfalls am Strand findet sich der Gedenkstein Islandfischerei, der an vor Island umgekommene deutsche Hochseefischer und isländische Helfer erinnert.
- Vier Kilometer östlich von Vík zweigt von der Ringstraße in nördlicher Richtung die 15 Kilometer lange Piste 214 nach Þakgil in der Nähe des Mýrdalsjökulls ab. Sie führt durch eine für ihre Schönheit gerühmte Vulkanlandschaft.[4]
- Die relativ große evangelische Kirche Víkurkirkja, die 1932–1934 erbaut wurde und rund 200 Sitzplätze hat, bringt in ihrem Innern mehrere Kunstwerke aus dem 18. Jahrhundert, die ursprünglich in der seit 1920 nicht mehr bestehenden Kirche des nahegelegenen Gehöftes Höfðabrekka aufbewahrt wurden.

## Verkehr und Infrastruktur
Vík í Mýrdal ist einer der wenigen Küstenorte Islands, die keinen Hafen haben. Die Entfernung zur isländischen Hauptstadt Reykjavík beträgt 187 Straßenkilometer. Der Ort liegt an Islands bedeutendster Straße, dem rund um die Insel führenden Hringvegur.
Vík verfügt neben Versorgungsinfrastruktur über eine Jugendherberge, zwei Hotels, einen Campingplatz mit Schwimmbad und eine Wollfabrik mit Lagerverkauf, sowohl von Kleidern als auch von Souvenirs.

## In den Medien
Vík í Mýrdal dient als Hauptschauplatz der isländischen Netflix-Serie „Katla“, in der eine Gruppe von Einwohnern mit den Folgen des ersten Ausbruch des Vulkans seit 1918 zu kämpfen hat; der Ort mit seinem schwarzen Strand ist auch Schauplatz der isländischen Mini-Krimi-TV-Serie Black Sands (Svörtu sandar, 2021) mit Aldís Amah Hamilton und Þór Tulinius in Hauptrollen.